# Mojo (película)
Mojo es una película del género drama de 1997, dirigida por Jez Butterworth, que a su vez la escribió junto a Tom Butterworth, musicalizada por Murray Gold, en la fotografía estuvo Bruno de Keyzer y los protagonistas son Ian Hart, Ewen Bremner y Aidan Gillen, entre otros. El filme fue realizado por British Broadcasting Corporation (BBC), British Screen Productions, Mojo Films y Portobello Pictures, se estrenó el 2 de septiembre de 1997.

## Sinopsis
La competencia entre el dueño de un club nocturno y un mafioso local por un nuevo cantante de rocanrol ocasionan conflictos, que luego desencadenan un homicidio.